# Guillermo Varela
Guillermo Varela Olivera (ur. 24 marca 1993 w Montevideo) – urugwajski piłkarz, występujący na pozycji bocznego obrońcy w brazylijskim klubie CR Flamengo oraz w reprezentacji Urugwaju. Posiada również obywatelstwo włoskie.

## Kariera
Varela rozpoczął swoją karierę w CA Peñarol, w którego barwach zadebiutował 5 czerwca 2011 roku podczas wygranego 1:0 spotkania z Racing Club de Montevideo.
W maju 2013 roku Varela udał się na dwutygodniowe testy w Manchesterze United, na które zaproszono go po udanym występie na młodzieżowych Mistrzostwach Ameryki Południowej, gdzie wraz z Urugwajem zajął trzecie miejsce.
7 czerwca 2013 roku Manchester ogłosił, iż uzgodnił z Peñarolem warunki transferu za nieujawnioną kwotę, którą wyniosła około 2,8 miliona euro. 11 czerwca Varela podpisał z klubem pięcioletni kontrakt i tym samym stał się pierwszym nabytkiem nowego menadżera, Davida Moyesa. W Manchesterze United zadebiutował 5 grudnia 2015 r. w zremisowanym 0:0 meczu z West Ham United, zmieniając w przerwie Paddy'ego McNaira.
12 sierpnia 2017 roku ponownie podpisał kontrakt z Peñarolem.
20 grudnia 2018 roku podpisał 5-letni kontrakt z FC Kopenhaga. W Superligaen zadebiutował 10 marca 2019 roku w zremisowanym 2:2 spotkaniu z FC Nordsjælland. 17 października 2020 roku został wypożyczony do Dinama Moskwa do końca sezonu 2020/21. Latem 2021 roku został wykupiony przez Dinamo.

## Statystyki kariery
(aktualne na dzień 27 lipca 2022)
| Klub                       | Sezon              | Liga               | Liga  | Liga | Puchar kraju | Puchar kraju | Puchary kontynentu | Puchary kontynentu | Suma  | Suma |
| Klub                       | Sezon              | Liga               | Mecze | Gole | Mecze        | Gole         | Mecze              | Gole               | Mecze | Gole |
| -------------------------- | ------------------ | ------------------ | ----- | ---- | ------------ | ------------ | ------------------ | ------------------ | ----- | ---- |
| Peñarol                    | 2010/11            | Primera División   | 1     | 0    | 0            | 0            | 0                  | 0                  | 1     | 0    |
| Peñarol                    | 2011/12            | Primera División   | 0     | 0    | 0            | 0            | 0                  | 0                  | 0     | 0    |
| Peñarol                    | 2012/13            | Primera División   | 0     | 0    | 0            | 0            | 0                  | 0                  | 0     | 0    |
| Manchester United          | 2013/14            | Premier League     | 0     | 0    | 0            | 0            | 0                  | 0                  | 0     | 0    |
| Real Madryt B (wyp.)       | 2014/15            | Segunda División   | 33    | 1    | 0            | 0            | –                  | –                  | 33    | 1    |
| Manchester United          | 2015/16            | Premier League     | 4     | 0    | 3            | 0            | 4                  | 0                  | 11    | 0    |
| Eintracht Frankfurt (wyp.) | 2016/17            | Bundesliga         | 7     | 0    | 3            | 0            | –                  | –                  | 10    | 0    |
| Peñarol                    | 2017/18            | Primera División   | 23    | 0    | 0            | 0            | 6                  | 0                  | 29    | 0    |
| FC København               | 2018/19            | Superligaen        | 7     | 0    | 0            | 0            | 0                  | 0                  | 7     | 0    |
| FC København               | 2019/20            | Superligaen        | 27    | 0    | 1            | 0            | 15                 | 0                  | 43    | 0    |
| FC København               | 2020/21            | Superligaen        | 1     | 0    | 0            | 0            | 2                  | 0                  | 3     | 0    |
| Dinamo Moskwa (wyp.)       | 2020/21            | Priemjer-Liga      | 17    | 0    | 2            | 0            | 0                  | 0                  | 19    | 0    |
| Dinamo Moskwa              | 2021/22            | Priemjer-Liga      | 24    | 0    | 5            | 0            | 0                  | 0                  | 29    | 0    |
| Dinamo Moskwa              | 2022/23            | Priemjer-Liga      | 1     | 0    | 0            | 0            | 0                  | 0                  | 1     | 0    |
| Ogólnie w karierze         | Ogólnie w karierze | Ogólnie w karierze | 175   | 3    | 14           | 0            | 27                 | 0                  | 216   | 3    |

## Sukcesy
Peñarol
- Primera División Uruguaya: 2017, 2018
- Supercopa Uruguaya: 2018

FC København
- Superligaen: 2018/19